# Grigori Petrowitsch Grabowoi
Grigori Petrowitsch Grabowoi (russisch Григорий Петрович Грабовой; * 14. November 1963 in Kirowski (jetzt Assykata), Oblast Tschimkenstkoi, Kasachische Sozialistische Sowjetrepublik) ist ein russischer Mathematiker, Geistheiler und Gründer einer neuen religiösen Bewegung.

## Leben
Grabowoi stammte aus einer Familie mit ukrainischen Wurzeln. Er studierte an der Fakultät für Angewandte Mathematik und Mechanik der Staatlichen Universität Taschkent mit Abschluss 1986. Anschließend arbeitete er in einem Taschkenter Konstruktionsbüro für allgemeinen Maschinenbau.
Am 2. Dezember 1991 schloss die usbekische Zivilluftfahrtbehörde (UsUGA) mit der Firma ASCON einen Dienstleistungsvertrag, nach dem sie für Grabowois Entwicklung heuristischer Methoden zur Analyse, Diagnostik und Prognostik von Flugzeugfehlfunktionen 325.700 Rubel zahlte. Am 4. Juli 1992 zahlte die UsUGA 168.000 Rubel an die neue Taschkenter Firma Progress für die Entwicklung nicht-traditioneller Methoden zur technischen Analyse, Diagnostik und Prognostik von Flugzeugfehlfunktionen durch Grabowoi. Alle weiteren Aufträge gingen an die neue Firma. Am 7. Januar 1993 zahlte die UsUGA 1.898.40 Rubel an Grabowoi für die Untersuchung des Einflusses der technischen Geräte des Flugzeugs auf die Piloten während des Fluges zur Verbesserung der Flugsicherheit. Wegen erhöhten Verbrauchsmittelbedarfs wurde die Summe auf 4.289.750 Rubel erhöht. Am 29. Juni 1994 schlossen die Uzbekistan Airways einen Vertrag mit der Firma Rampa, deren Generaldirektor Grabowoi war. Der Vertrag sah Arbeiten für monatlich 2 Millionen Rubel zur extrasensorischen Diagnostik von Flugzeugen, die vom Präsidenten der Republik Usbekistan und Mitgliedern der Regierung benutzt wurden. Die Ergebnisse der extrasensorischen Untersuchungen Grabowois wurden in seinem dreibändigen Werk  Praxis der Geschäftsführung – Weg der Rettung beschrieben. Am 7. Januar 1996 schloss Grabowoi in Usbekistan einen letzten Vertrag zur Heilbehandlung der Unternehmensmitarbeiter durch berührungslose extrasensorische Maßnahmen. Monatliche Zahlungen von 2000 US$ pro Unternehmensmitarbeiter waren auf ein Konto bei der Midland Bank zu zahlen.
Nach Angaben Grabowois traf er am 27. Oktober 1995 in Rupite die Seherin Baba Wanga zu einem Gespräch, bei dem Walentina Genkowa vom Bulgarischen Nationalen Fernsehen übersetzt habe. Besprochen worden seien Fragen zu den Gefahren von Kernenergie und Ökologie auf der Erde, zur Verlängerung des menschlichen Lebens und zur Möglichkeit der Unsterblichkeit sowie die Vereinigung der Religionen. Baba Wanga habe Grabowoi aufgefordert, in Russland zu arbeiten, seine Fähigkeiten zu erweitern und die Erkenntnisse in allen Ländern der Welt zu verbreiten. Dagegen berichtete die Geistheilerin Ljudmila Kim, dass sie bei dem Treffen 1995 anwesend gewesen sei und dass Baba Wanga Grabowoi heftig kritisiert und verjagt habe. Ähnliches berichtete die Prawda, und Andrei Lewkin verwies auf ein entsprechendes Video. Walentina Genkowa hingegen unterstützte Grabowois Version.
1995 kam Grabowoi nach Moskau. Es wird behauptet, dass er vom Vizechef des Sicherheitsdiensts des Präsidenten der Russischen Föderation Georgi Georgijewitsch Rogosin gefördert wurde. Sofort ließ Grabowoi als nichtkommerzielle Organisation die Grigori-Grabowoi-Stiftung zur Einführung und Verbreitung der Lehre Grigori Grabowois von Rettung und harmonischer Entwicklung registrieren, die als DRUGG-Charta bekannt wurde. (2006 gab es Regionalvertretungen in mehr als 50 Regionen Russlands.) 1996 schloss er die Ausbildung zum Feldscher ab. Grabowoi behauptete, Mitglied der Akademien der Wissenschaften von Belgien, Bulgarien und Italien zu sein. Die Kommission zum Kampf gegen Pseudowissenschaft und Verfälschungen wissenschaftlicher Forschungen beim Präsidenten der Russischen Akademie der Wissenschaften überprüfte diese Angaben mit negativem Resultat. Ebenso stellte Eduard Pawlowitsch Krugljakow fest, dass die behauptete Doktorarbeit Grabowois nicht existierte. Auf einem Symposium über Wissenschaft, Antiwissenschaft und Paranormologie 2001 entlarvte Krugljakow Grabowois Kristallmodul zur Abschwächung einer Atomexplosion um das Zweieinhalbfache als Betrug.
2002 finanzierte der Filmdienst des russischen Kulturministeriums den Film über die Mission Grigori Grabowois. Im gleichen Jahr wurde Grabowoi Vizepräsident des Unterstützungsfonds der staatlichen Russische Finanzunion-Programme. 2004 wurde Grabowoi Mitglied der Akademie für Fragen der Sicherheit, Verteidigung und der Rechtsordnung, die ihn später ausschloss. Am 5. Juni 2004 erklärte sich Grabowoi auf einer Pressekonferenz zum wiedererschienenen Jesus Christus. Wer seine Lehre studiere und verbreite, könne gerettet werden. Damit war Grabowoi endgültig zum Führer der neuen religiösen Bewegung der Lehre von der allgemeinen Rettung und harmonischen Entwicklung geworden. Wsewolod Anatoljewitsch Tschaplin erklärte, dass die Russisch-Orthodoxe Kirche die Aktivitäten des Geistheilers Grabowoi verurteile.
Nach der Geiselnahme von Beslan 2004 versprach Grabowoi den Müttern der getöteten Kinder die Auferstehung der Kinder. Für umgerechnet bis zu 1300 EUR pro Fall sicherte er den Eltern zu, ihre Kinder auferstehen zu lassen.
Anfang März 2005 gab Grabowoi in seiner eigenen Zeitung Prognos seine Präsidentschaftskandidatur bekannt und nannte als Hauptpunkt seines Programms das Verbot des Todes. Am 17. März 2006 gründete sich die Partei DRUGG mit Grabowoi als Vorsitzenden. Die Registrierung der Partei wurde vom Justizministerium verweigert. Zentrale Programmpunkte waren die Bestätigung des ewigen Lebens, das Verbot des Todes und die allgemeine Auferstehung.
Am 20. März 2006 wurde gegen Grabowoi nach Anzeigen von Getäuschten auch aus Beslan ein Strafverfahren wegen seiner Aktivitäten im Zusammenhang mit dem Angebot von Dienstleistungen einschließlich der Auferstehung von Toten und Heilung von Krankheiten eingeleitet. Grabowoi wurde am 5. April 2006 verhaftet, was am 17. Mai vom Gericht beschlussmäßig bestätigt wurde. Am 5. September versammelten sich Hunderte von Anhängern Grabowois in Kiew in der Nähe der russischen Botschaft zu einer Kundgebung und forderten den Botschafter Wiktor Stepanowitsch Tschernomyrdin auf, sich für die Beendigung der gesetzlosen Strafverfolgung Grabowois einzusetzen. In der Anklageschrift wurden die Geschehnisse in Beslan nicht erwähnt. Am 7. Juli 2008 verurteilte das Taganski-Gericht Grabowoi wegen schweren Betruges in 11 Fällen zu 11 Jahren Freiheitsentzug mit Unterbringung in einer Strafkolonie des Sonderregimes sowie zu einer Geldstrafe zugunsten des Staates und Zahlungen an die 7 Opfer. Michail Iwanowitsch Trepaschkin, Andrei Wladimirowitsch Babuschkin und andere betrachteten das Urteil als politisch motiviertes Urteil. Am 15. September 2008 reichte eine große Gruppe russischer Rechtsanwälte wegen der Strafverfolgung Grabowois eine Klage gegen die Verantwortlichen Ex-Präsident Wladimir Wladimirowitsch Putin und Präsident Dmitri Anatoljewitsch Medwedew bei der UNO, beim Internationalen Gerichtshof und beim Internationalen Strafgerichtshof in Den Haag ein. Nachdem Grabowois Rechtsanwälte die Revision beantragt hatten, reduzierte das Gericht die Haftstrafe auf 8 Jahre, und auch die Geldstrafe wurde reduziert. Grabowoi verbüßte die Strafe in der Kolonie OIU Nrl 11 in Nyrob in der Region Perm. Am 6. Mai 2010 prüfte das Gericht Beresniki einen Antrag auf Freilassung Grabowois. Am 21. Mai 2010 wurde Grabowoi auf Bewährung freigelassen.
Witali Lasarewitsch Ginsburg kritisierte in einem Leserbrief an die Iswestija die Veröffentlichung astrologischer Prognosen in der Zeitung und verglich sie mit Grabowois Aktivitäten. Kritisiert wurde Grabowoi auch von dem Psychiater Alexei Jurjewitsch Stepanenko, dem Protodiakon Andrei Wjatscheslawowitsch Kurjajew und dem Schriftsteller und Dichter Dmitri Wladimirowitsch Sokolow-Mitritsch.
Grabowoi lebt nun in Serbien und führt seine Aktivitäten fort.